# Volvo C30

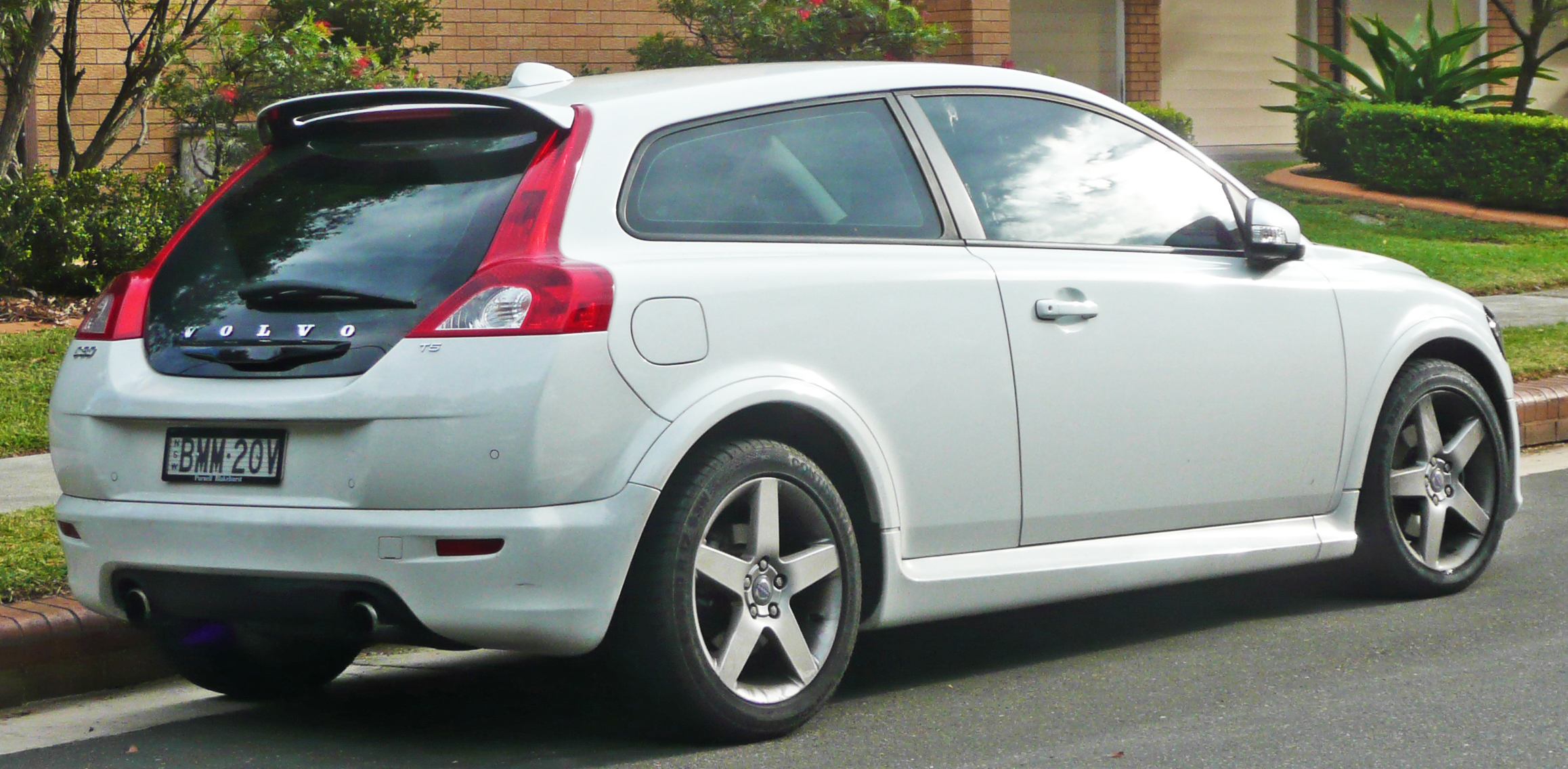
Baksidan på en C30 årsmodell 2009

Volvo C30 är en bilmodell från Volvo Personvagnar som tillverkades i Gent mellan 2006 och 2013. Den är en tredörrars kupé med fyra sittplatser i Golfklassen. Formgivningen knyter an till Volvos tidigare modeller P1800 ES och 480. Bakluckan är, liksom på dessa modeller, helt i glas fast har hos C30 en stabil ram.
C30 skiljer sig från konkurrenterna genom att vara en utpräglad kupé enbart erbjuden som tredörrarsvariant. Den har därför få direkta konkurrenter, men närmast ligger Kia Procee'd och Volkswagen Scirocco. Den nye vd:n Stefan Jacoby meddelade dock att Volvo ska lansera en femdörrars halvkombi baserad på Volvo C30.
C30 finns miljöklassad både med dieselmotor (DRIVe) och etanolmotor (Flexifuel). Från 2011 tillverkades också en elbilsvariant under namnet C30 Electric.
Volvo C30 fick en ansiktslyftning till modellår 2010. Bilen tillverkades till och med 2012 års modellår.

## DRIVe
Hösten 2008 introducerade Volvo sina första snåltrimmade bilar med tilläggsnamnet DRIVe.
Först ut blev Volvo C30, S40 och V50 DRIVe med 1.6D motorn. Bilar som tack vare en mängd åtgärder på kaross, chassi och drivlinan togs ned i bränsleförbrukning så att utsläppen av koldioxid kom under den svenska gränsen för att klassas som miljöbil (120 g/km). Volvo C30 drar i detta utförande 4,4 l/100 km och släpper ut 115 g/km. Med detta kan Volvo benämna C30 "snålast i klassen".
Åtgärderna bakom denna sänkning av bränsleförbrukningen från 4,9 till 4,4 l/100 km för C30 innefattade ett flertal ändringar på bilen. För att förbättra dess aerodynamik är bland annat bilens chassi sänkt 10 mm, golvet under bilen är täckt av plana paneler, bilens takspoiler bak är unik för DRIVe, bilens bakre stötfångare innefattar en diffusor som är unik för DRIVe, övre luftintaget i grillen är delvis täckt, bilen har fått effektivare främre spoiler och vindavvisare framför framhjulen samt bilen har för DRIVe unika fälgar med optimerad aerodynamik. För att minska bilens rullmotstånd är den utrustade med lättrullande däck. Bilens 5-växlade manuella växellåda använder en ny olja som ger mindre friktion, utväxlingarna på växel 3–5 har ändrats för att sänka motorns varvtal och föraren får hjälp med att växla optimalt genom en växlingsindikator. Motorns styrmjukvara är modifierad för att minimera bränsleförbrukningen med de nya förutsättningar som bland annat förbättringarna på bilens aerodynamik och rullmotstånd medgivit. Sist men inte minst har bilarnas elektrohydrauliska servostyrning optimerats om för att minska förbrukningen av elektricitet.
Ett omfattande arbete låg alltså redan bakom denna första version av C30 DRIVe, men ändå fanns ett antal potentiella förbättringar kvar att göra. Ytterligare åtgärder för sänkt bränsleförbrukning som skulle komma att implementeras på en ny version av DRIVe var start/stopp-automatik för motorn och regenerativ laddning vid bromsning.
Just dessa effektiviseringar är införda på den nya DRIVe-version av C30, S40 och V50 som presenterades i ett pressmeddelande den 24 februari 2009.
I detta gjorde Volvo det officiellt att Volvo C30 1.6D DRIVe från och med våren 2009 vid sidan av den redan tillgängliga DRIVe-versionen kommer erbjuda en version med start/stopp-funktion och regenerativ bromsning adderad. Detta är åtgärder som sänker bränsleförbrukningen ned till 3,9 l/100 km och koldioxidutsläpp om 104 g/km. Detta gör att C30 DRIVe med start/stopp klarar även de lägsta miljöskatteklasserna i Europa om 105 g/km.

## Polestar Performance Concept Prototype
Volvo C30 Polestar Performance Concept Prototype (PCP) är en konceptbil utvecklat av Volvos racingstall Polestar.
Polestar fick en standard Volvo C30 T5 och fria händer att "designa och bygga en konceptbil av sin drömversion av C30 som gatbil."
T5-motorn (B5254T) uppgraderades bland annat med större turbo och intercooler, modifierade kolvar, vevstakar och insugningskam. Framhjulsdrift byttes ut till fyrhjulsdrift från Haldex med mekaniska differentialbromsar både fram och bak. Bromsar och stötdämpare uppgraderades och man bytte ut styrväxeln till en snabbare modell.
Exteriören blev också modifierad med aerodynamik från Polestars STCC-tävlingsbil. Originalstolarna byttes ut till racingstolar med fyrpunktsbälten och den övriga interiören modifierades också.
Konceptbilen har provkörts av flera stora motormedier, både svenska och internationella, och fått väldigt bra kritik för bland annat dess prestanda och körkänsla. C30 PCP testades bland annat av Jeremy Clarkson i avsnitt 3, säsong 16 av Top Gear.
| Modellnamn | Effekt (hk) | Vridmoment (Nm@rpm) | Volym (cm³) | Motormodell | Kommentar              |
| ---------- | ----------- | ------------------- | ----------- | ----------- | ---------------------- |
| PCP        | 451         | 510@4500            | 2521        | B5254T+     | 5-cylindrig turbomotor |

## Modeller och motorprogram
Bensinmotorer
| Modellnamn       | Effekt (hk) | Vridmoment (Nm@rpm) | Volym (cm³) | Motormodell | Kommentar              |
| ---------------- | ----------- | ------------------- | ----------- | ----------- | ---------------------- |
| 1.6              | 100         | 150@4000            | 1596        | B4164S3     | 4-cylindrig sugmotor   |
| 2.0              | 145         | 185@4500            | 1999        | B4204S3     | 4-cylindrig sugmotor   |
| T5 (2007- )      | 230         | 320@1500-5000       | 2521        | B5254T7     | 5-cylindrig turbomotor |
|                  |             |                     |             |             |                        |
| 1.8 (2006-2009)  | 125         | 165@4000            | 1798        | B4184S11    | 4-cylindrig sugmotor   |
| 2.4i (2006-2010) | 170         | 230@4400            | 2435        | B5244S4     | 5-cylindrig sugmotor   |
| T5 (2006-2007)   | 220         | 320@1500-4800       | 2521        | B5254T      | 5-cylindrig turbomotor |

Dieselmotorer
| Modellnamn                         | Effekt (hk) | Vridmoment (Nm@rpm) | Volym (cm³) | Motormodell | Kommentar                                     |
| ---------------------------------- | ----------- | ------------------- | ----------- | ----------- | --------------------------------------------- |
| D2 DRIVe (2010- )                  | 115         | 270@1750            | 1560        | D4162T ?    | Fyrcylindrig turboladdad dieselmotor (Euro 5) |
| D2 (2010- )                        | 115         | 270@1750            | 1560        | D4162T ?    | Fyrcylindrig turboladdad dieselmotor (Euro 5) |
| D3 (2010- )                        | 150         | 350@1500-2750       | 1984        | D5204T5     | Femcylindrig turboladdad dieselmotor (Euro 5) |
| D4 (2010- )                        | 177         | 400@1750-2750       | 1984        | D5204T      | Femcylindrig turboladdad dieselmotor (Euro 5) |
|                                    |             |                     |             |             |                                               |
| 1.6D (2006-2009)                   | 109         | 240@1750            | 1560        | D4164T      | 4-cylindrig turbodiesel (Euro 4)              |
| 1.6D DRIVe (2008-2010)             | 109         | 240@1750            | 1560        | D4164T      | 4-cylindrig turbodiesel (Euro 4)              |
| 1.6D DRIVe Start/Stopp (2009-2010) | 109         | 240@1750            | 1560        | D4164T      | 4-cylindrig turbodiesel (Euro 4)              |
| 2.0D (2004-2010)                   | 136         | 320@2000            | 1997        | D4204T      | 4-cylindrig turbodiesel (Euro 3/4)            |
| D5 (automat) (200x-2010)           | 180         | 350@1750-3250       | 2400        | D5244T8     | 5-cylindrig turbodiesel (Euro 4)              |
| D5 (manuell) (200x-2010)           | 180         | 400@2000-2750       | 2400        | D5244T13    | 5-cylindrig turbodiesel (Euro 4)              |

Övriga motorer
| Modellnamn       | Effekt (hk) | Vridmoment (Nm@rpm) | Volym (cm³) | Motormodell | Kommentar                                    |
| ---------------- | ----------- | ------------------- | ----------- | ----------- | -------------------------------------------- |
| 2.0F (2009-2010) | 145         | 185@4500            | 1999        | B4204S4     | 4-cylindrig sugmotor, Flexifuel (Bensin/E85) |
|                  |             |                     |             |             |                                              |
| 1.8F (2006-2009) | 125         | 165@4000            | 1798        | B4184S8     | 4-cylindrig sugmotor, Flexifuel (Bensin/E85) |

## Tillverkad
| År    | Volvo C30 |             |
| ----- | --------- | ----------- |
| 2006  | ≈ 7 253   | beräknad    |
| 2007  | 53 189    |             |
| 2008  | 37 838    |             |
| 2009  | 31 216    |             |
| 2010  | ≈ 35 981  | försäljning |
| 2011  | 26 118    |             |
| 2012  | 18 079    |             |
| 2013  | 0         |             |
| Summa | 209 674   |             |